# Episodi de Il libro della giungla (serie animata 2010) (prima stagione)

## Lista episodi
| Nº | Titolo originale                | Titolo italiano                        | Prima TV USA      | Prima TV ITA  |
| -- | ------------------------------- | -------------------------------------- | ----------------- | ------------- |
| 1  | Star Trip                       | Con l'aiuto di un amico                | 4 gennaio 2010    | 23 marzo 2011 |
| 2  | Wild Star Borns                 | Il piccolo popolo delle rocce          | 11 gennaio 2010   |               |
| 3  | Itchy Twitchy Tracy!            | Una domanda pericolosa                 | 18 gennaio 2010   |               |
| 4  | The Climb                       | La corsa                               | 25 gennaio 2010   |               |
| 5  | Tornado Danger                  | La regina delle scimmie                | 1 febbraio 2010   |               |
| 6  | Sleeping Python                 | Una inutile sfida                      | 8 febbraio 2010   |               |
| 7  | Treasure of Bouquet             | Il tesoro delle tane fredde            | 15 febbraio 2010  |               |
| 8  | Legend of the Miracle Duet      | La leggenda di Grande Artiglio         | 22 febbraio 2010  |               |
| 9  | Fairy Out                       | Il segreto della pesca                 | 29 febbraio 2010  |               |
| 10 | Catherine Flight                | Le parole maestre                      | 7 marzo 2010      |               |
| 11 | Tracy's Motorcycle              | Tracy racconta una storia              | 14 marzo 2010     |               |
| 12 | Who is the Bravest?             | Il più coraggioso della Dumping Ground | 21 marzo 2010     |               |
| 13 | The Looking Glass               | La cascata                             | 28 marzo 2010     |               |
| 14 | Scoot's Dream Rescue            | Il messaggio di Tracy                  | 4 aprile 2010     |               |
| 15 | Tracy's Sparklie                | Il luccichino di Tracy                 | 11 aprile 2010    |               |
| 16 | Vanished Seas                   | La famiglia                            | 18 aprile 2010    |               |
| 17 | Survival of the Timeless        | Peter vuole ritornare in forma         | 25 aprile 2010    |               |
| 18 | The Day the Zaishiwarashi Shook | Operazione salvataggio per Ben         | 2 maggio 2010     |               |
| 19 | The Dumping Ground Tour         | La tana                                | 9 maggio 2010     |               |
| 20 | Gift Bite                       | Il morso del regalo                    | 16 maggio 2010    |               |
| 21 | The Party                       | L'avventuroso Cam                      | 23 maggio 2010    |               |
| 22 | Henry's Nasty Trick             | La notte del consiglio                 | 30 maggio 2010    |               |
| 23 | The Wishing Star                | L'albero dei desideri                  | 6 giugno 2010     |               |
| 24 | Is that you Ben?                | Amici per la pelle                     | 13 giugno 2010    |               |
| 25 | The Pop Festival                | La pallina di gomma                    | 20 giugno 2010    |               |
| 26 | The Miracle's Leave             | L'patire del miracoloso                | 27 giugno 2010    |               |
| 27 | Feather Star                    | Tracy, Jackie e la stella              | 4 luglio 2010     |               |
| 28 | Save The Transfer Student       | Il cuore di Tracy                      | 11 luglio 2010    |               |
| 29 | King Ben                        | Harvest Day                            | 18 luglio 2010    |               |
| 30 | The Dear Grandma                | La leggenda del Cara Nonna             | 25 luglio 2010    |               |
| 31 | Lucky Flashdance                | Flashdance fortunata                   | 1 agosto 2010     |               |
| 32 | Valentine On The Loose          | Una tana contesa                       | 8 agosto 2010     |               |
| 33 | Sneeze Leaf                     | La foglia di fiume                     | 15 agosto 2010    |               |
| 34 | Counterattack After All         | Il coraggio di Tracy                   | 22 agosto 2010    |               |
| 35 | Women Business                  | Un nuovo amico per Tracy               | 29 agosto 2010    |               |
| 36 | Two For The Price Of One        | La trappola di Henry                   | 5 settembre 2010  |               |
| 37 | Justine And The Marian's Eyes   | La montagna brucia                     | 12 settembre 2010 |               |
| 38 | The Heart Futter Club           | Le bacche della Dumping Ground         | 19 settembre 2010 |               |
| 39 | The Jurassic's Secret           | Il segreto degli giurussica            | 26 settembre 2010 |               |
| 40 | Tracy's Number One Fan          | Il nuovo ammiratore di Tracy           | 3 ottobre 2010    |               |
| 41 | The Wrong Sister                | La solera sbagliata                    | 10 ottobre 2010   |               |
| 42 | Tracy The Artist                | Tracy l'artista                        | 17 ottobre 2010   |               |
| 43 | Day Of The Turtles              | Ombre nere                             | 24 ottobre 2010   |               |
| 44 | Dream Is SOS                    | Piccolo è bello                        | 31 ottobre 2010   |               |
| 45 | The Sorrow Of The Matter        | Tracy dentista                         | 7 novembre 2010   |               |
| 46 | A Real Planist                  | Un vero planist                        | 14 novembre 2010  |               |
| 47 | Kiss Trapped!                   | In trappola                            | 21 novembre 2010  |               |
| 48 | Louise In The Stowey House      | Louise nel casa degli stowey           | 28 novembre 2010  |               |
| 49 | Missing Treasure                | La tesoro scomparsa                    | 5 dicembre 2010   |               |
| 50 | Best In Disappears              | La cocca del maestro                   | 12 dicembre 2010  |               |
| 51 | The Monster Of Peter            |                                        | 19 dicembre 2010  |               |
| 52 | The Final Stage                 | Fase finale                            | 26 dicembre 2010  |               |